# Хрестолист п'ємонтський
Хрестолист п'ємонтський, круціата п'ємонтська (Cruciata pedemontana) — вид рослин з родини маренових (Rubiaceae), поширений у Марокко, Європі, західній Азії.

## Опис

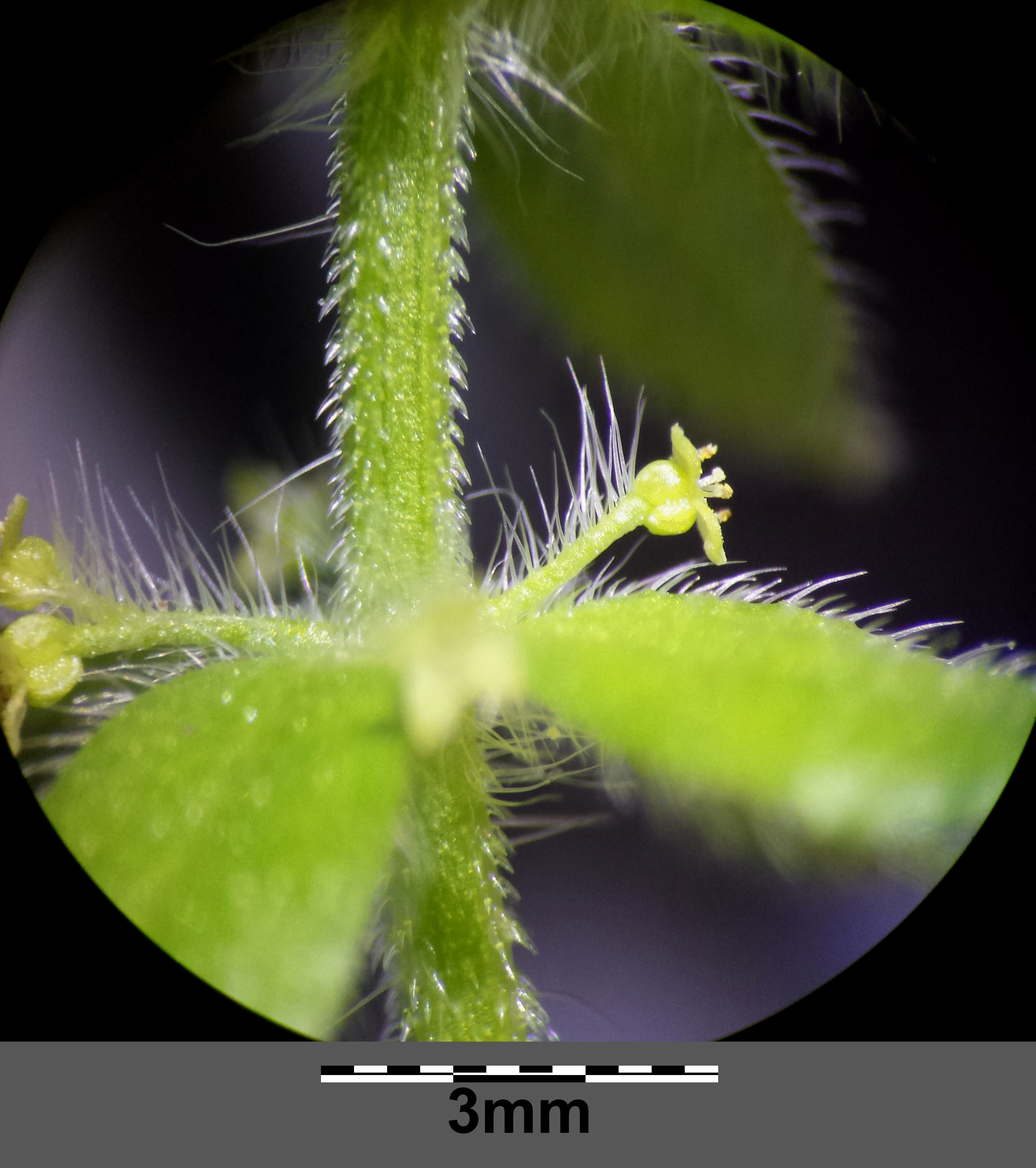
Стебла і листя волосисті

Однорічна рослина 20–30 см заввишки. Стебла тонкі, вкриті на ребрах гачкуватими, вниз відігнутими шипиками. Листки 12 мм довжиною і 4 мм шириною; напівзонтики пазушні, 2–3-квіткові. Віночок 1 мм шириною. Плоди 1 мм довжиною.

## Поширення
Поширений у Марокко, на півдні Європи, у західній Азії; натуралізований у США.
В Україні вид зростає на степових подах — в південному Степу, гірському Криму і на Керченському півострові, рідко.